# Chilocorus
Chilocorus este un gen de gândaci  aparținând familiei Coccinellidae, subfamiliei Chilocorinae.

## Listă de specii
- Chilocorus bipustulatus (Linnaeus, 1758)- Heather Ladybird
- Chilocorus braeti Weise, 1895
- Chilocorus cacti (Linnaeus, 1767)
- Chilocorus canariensis Crotch, 1874
- Chilocorus circumdatus (Gyllenhal in Schönherr, 1808)
- Chilocorus coelosimilis Kapur, 1967
- Chilocorus hauseri Weise, 1895
- Chilocorus hexacyclus Smith
- Chilocorus infernalis Mulsant, 1853
- Chilocorus kuwanae Silvestri, 1909
- Chilocorus matsumurai Miyatake, 1985
- Chilocorus melanophthalmus Mulsant, 1850
- Chilocorus melas Weise, 1898
- Chilocorus nigrita (Fabricius, 1798)
- Chilocorus politus Mulsant, 1850
- Chilocorus renipustulatus (L.G. Scriba, 1791)
- Chilocorus rubidus Hope in Gray, 1831
- Chilocorus similis (Rossi, 1790)
- Chilocorus stigma (Say) - Twice-stabbed Lady Beetle
- Chilocorus subindicus Booth, 1998
- Chilocorus tricyclus Smith